# (5909) Nagoya
(5909) Nagoya ist ein Asteroid des Hauptgürtels, welcher am 23. Oktober 1989 von den japanischen Astronomen Yoshikane Mizuno und Toshimasa Furuta an der Sternwarte (IAU-Code 403) in Kani in der japanischen Präfektur Gifu entdeckt wurde.
Der Asteroid wurde am 8. Dezember 1998 nach der japanischen Großstadt Nagoya benannt, dem Verwaltungssitz der Präfektur Aichi auf der Insel Honshū.